# Комар Поліна Дмитрівна
Поліна Дмитрівна Комар (4 листопада 1999 , Москва ) — російська спортсменка, яка виступає в синхронному плаванні, чемпіонка Олімпійських ігор 2020 в Токіо у групі, 5-разова чемпіонка Світу, 3-разова чемпіонка Європи, Заслужений майстер спорту Росії.

## Спортивна кар'єра
Поліна Комар народилася 1999 року і проживає в місті Москва. Синхронним плаванням почала займатися з чотирічного віку, під керівництвом Заслуженого тренера Росії Апанасенко Тетяни Юріївни [Архівовано 7 Серпня 2021 у Wayback Machine.].
У 2017 році закінчила московську загальноосвітню школу № 1415 «Останкіно» .
Виступає за Московське міське фізкультурний об'єднання Москомспорта («МГФСО»)
- Росія Першість Світу з синхронного плавання серед юніорів (комбінована програма) 2016 — ;[4]
- Чемпіонат Європи з синхронного плавання серед юніорів (комбінована програма) 2016 — ;[5]
- Чемпіонка Росії (2017)

У 2017 році увійшла до складу національної команди Росії з синхронного плавання
Чемпіонка світу (2017, 2019), чемпіонка Європи (2018).

## Нагороди та звання
- Заслужений майстер спорту Росії (2017)
- Майстер спорту України міжнародного класу (2016)[7].